# Cucullia jozankeana
Cucullia jozankeana là một loài bướm đêm trong họ Noctuidae.